# Cândido Mendes (Maranhão)
Cândido Mendes, amtlich portugiesisch Município de Cândido Mendes, ist eine brasilianische Gemeinde im Bundesstaat Maranhão. Die Bevölkerung wurde zum 1. Juli 2021 auf 20.376 Einwohner geschätzt, die Cândido-Mendenser genannt werden und auf einer Gemeindefläche von rund 1634,9 km² leben. Rechnerisch ergibt sich eine Bevölkerungsdichte von 11,3 Einwohnern/km².

## Namensherkunft
Benannt ist die Gemeinde nach dem Politiker des Kaiserreichs Brasilien Cândido Mendes de Almeida (1818–1881).

## Geographie
Angrenzende Gemeinden sind Carutapera, Pinheiro und Godofredo Viana. Durch den Ort führt die landeseigene MA-301. Die Entfernung zur Landeshauptstadt São Luís beträgt 197 km.
Das Biom ist Amazonas-Regenwald, genannt Amazônia.
Cândido Mendes liegt im Einzugsgebiet des Rio Maracaçumé, der in den Südatlantik mündet.
Die Gemeinde hat tropisches Klima, Am nach der Klimaklassifikation nach Köppen und Geiger. Die Durchschnittstemperatur ist 26,1 °C. Die durchschnittliche Niederschlagsmenge liegt bei 2475 mm im Jahr.

## Geschichte
Durch das Staatsgesetz Nr. 190 vom 22. November 1948 wurde Cândido Mendes aus Turiaçu ausgegliedert und erhielt Stadtrechte.
Durch das Staatsgesetz Nr. 2374 vom 9. Juni 1964 wurde der Distrikt Aurizona ausgegliedert und bildete das neue Munizip Godofredo Viana.
Sie ist seit 1964 in die drei Distrikte Distrio de Cândido Mendes, Distrito de Barão de Tromaí und Distrito de Estandarte gegliedert.

## Kommunalpolitik
Bei der Kommunalwahl 2020 wurde José Bonifácio Rocha de Jesus, genannt Facinho, des Partido Liberal (PL) für die Amtszeit von 2021 bis 2024 zum Stadtpräfekten (Bürgermeister) gewählt.

## Demografie

### Bevölkerungsentwicklung
| Jahr | Einwohner | Stadt  | Land   |
| --- | --------- | ------ | ------ |
| 1950 | 11.373    | 2.406  | 8.967  |
| 1960 | 10.329    | 3.601  | 6.728  |
| 1970 | 10.165    | 2.925  | 7.240  |
| 1980 | 19.988    | 4.009  | 15.979 |
| 1991 | 32.244    | 5.932  | 26.312 |
| 2000 | 16.566    | 9.156  | 7.410  |
| 2010 | 18.505    | 11.911 | 6.594  |
| 2021 | 20.376    | ?      | ?      |
| Hier fehlt eine Grafik, die leider im Moment aus technischen Gründen nicht angezeigt werden kann. Wir arbeiten daran! |           |        |        |

Quelle: IBGE (2011)

### Ethnische Zusammensetzung
Ethnische Gruppen nach der statistischen Einteilung des IBGE (Stand 2000 mit 16.901 Einwohnern, Stand 2010 mit 18.505 Einwohnern):
| Gruppe*     | Anteil 2000      | Anteil 2010          | Anmerkung                        |
| ----------- | ---------------- | -------------------- | -------------------------------- |
| Brancos     | 3.540 (20,95 %)  | ▲ 3.542 (19,14 %) ▼  | Weiße, Nachfahren von Europäern  |
| Pardos      | 10.800 (63,90 %) | ▲ 13.405 (72,44 %) ▲ | Mischrassige, Mulatten, Mestizen |
| Pretos      | 2.216 (13,11 %)  | ▼ 1.413 (7,64 %) ▼   | Schwarze                         |
| Amarelos    | 53 (0,32 %)      | ▲ 127 (0,69 %) ▲     | Asiaten                          |
| Indígenas   | 0 (0,00 %)       | ▲ 18 (0,10 %) ▲      | indigene Bevölkerung             |
| ohne Angabe | 292              | 0                    |                                  |

*) Anmerkung: Das IBGE verwendet für Volkszählungen ausschließlich diese fünf Gruppen. Es verzichtet bewusst auf Erläuterungen. Die Zugehörigkeit wird vom Einwohner selbst festgelegt.